# جاك ماك أوليف (ملاكم)
جاك ماك أوليف (بالإنجليزية: Jack McAuliffe)‏ كان ملاكم أيرلندي. دخل قاعة مشاهير الملاكمة الدولية سنة 1995. كان واحدا من اثني عشر بطلا للعالم في الملاكمة تقاعدوا دون خسارة.

## روابط خارجية
- جاك ماك أوليف على موقع IMDb (الإنجليزية)
- جاك ماك أوليف على موقع بوكس ريك (الإنجليزية) (registration required)